# 羅傑·米爾斯
羅傑·J·米爾斯（Roger J. Mills，1942年—），是一名前英格蘭羽球運動員。
羅傑·J·米爾斯與吉莉安·佩林一起贏得了1969年全英羽球錦標賽混合雙打冠軍。
米爾斯參加了1966年在牙買加金斯敦舉行的大英國協運動會羽球比賽，與安吉拉·貝爾斯托一起贏得混合雙打金牌，並與大衛·霍頓一起獲得男子雙打銅牌。 四年後，他在1970年英國愛丁堡英聯邦運動會上與吉莉安·佩林一起獲得混合雙打銀牌。